# Puerto de Menga
El puerto de Menga es un puerto de montaña de la parte central de la provincia de Ávila, en Castilla y León, España.

## Situación
Tiene 1564 metros de altitud y comunica el Valle de Amblés con el Alto Valle del Alberche a través de la carretera nacional 502, que comunica la ciudad de Ávila con Arenas de San Pedro.
Separa la sierra de la Paramera y el macizo de La Serrota. Sirve de límite jurisdiccional entre los municipios de Mengamuñoz y Cepeda la Mora.

## Historia
Paso de montaña importante ya desde la antigüedad. Quedan restos de una vía secundaria romana relacionados con la vía que viene del puerto del Pico y la  Cañada Real Leonesa Occidental.